# 정남수 (목회자)
정남수(1895년~1965년, 일본명 여권과 미국 학적은 1891년생으로 되어 있음)는 대한민국의 성결교회와 나사렛 교회의 목사다.

## 생애

### 유년기
그는 1895년(또는 1891년) 11월 9일에 평안남도 강서군에서 정용훈씨의 3남1여 중 막내로 태어났다. 1907년에 기독교에 입신하였고 다음 해에 안창호선생이 평양에 세운 대성학교에 입학하였다.

### 청년기
그러나 도산 안창호 선생이 일경에 피검되어 경성에 압송됨에 따라 상경하여 옥중에 있는 도산의 사식차입과 외부의 독립운동가 들과의 영락을 담당하면서 독립운동에 투신하게 되었다. 1910년 도산이 석방과 함께 미국 방명 길에 오르자 그와 동행하여 중국 청도와 러시아의 모스크바와 영국을 경유하여 미국 뉴욕을 거쳐 로스엔젤스로 망명하게 되었다. 1913년 흥사단이 창립되자 그 창립 단원이 되었고 그 후 독립자금 모금과 도산선생 가족을 돌보는 일을 하게 되었다.
정남수가 미국을 가게 된 것은 미 만국성결교회 한국 선교부인 한국성결교회(당시 복음전도관) 총리 존 토마스의 도움으로 된 것이다. 그는 다수야 후나다 란 일본 이름의 여권으로 만국성결교단 도쿄 선교부를 거쳐, 동교단과 자매 교단인 영 만국성결교회를 거치고, 그 다음 캐나다를 거쳐 로스 앤젤레스에 왔다. 그는 여기서 미 신시내티 만국성결교회 가주(캘리포니아주) 지부인 캘리포니아성결대학(학력제한없음)을 다니다 미 신시내티 하나님의성서학교(학력제한없음)로 1913년 편입하여 당시 여권상 다수야 후나다 란 일본식 이름으로 1914년에 졸업하고 전도자가 되었다.그는 사실상 어디에서도 고등학교 과정을 못마쳐 검정고시로 메이크업 한 다음, 1916년 켄터기 윌모어 애스베리대에 로버트 정으로 편입하여 1925년 10년만에 졸업하였다. 정남수는 일제 강점기와 미국 이민생활 하에서 이름이 3번씩이나 바뀌는 당시 생생한 역사를 반영하고 있다.1)

### 목회 사역
그는 9년 만에 1925년에 로버트 정(Robert Chung)이란 미국명으로 애스베리대학교를 졸업하고 미 각처 성결운동 천막부흥회에서 설교, 한국인 빌리 썬데이라는 호칭을 얻게 되었다. 그는 이미 만국성결교회에서 목사 안수를 받았지만, 1926년에 감리교회 연회에서 편목 안수를 받고 1926년 한국에 귀국하였다. 그는 성결교회와 남감리교 양 교단에 소속하여 일을 하다 1927년에 동경음악전문학교 출신의 김경숙 양과 결혼하였고, 1930년 1월부터 성결교회 총회본부 전도부장과 장막전도대 대장이 되었다. 그는 한국에서는 최초로 한국 성결교회 대형장막(천막)전도장으로 6천명 수용의 천막과 트럭 그리고 7인조 악대를 조직하여 전국 각지를 비롯해서 만주 일대에 선풍적인 부흥운동을 일으켰다. 그러나 그는 1936년 3월 성결교회 제3회 총회에서 자기 고향 출신의 변남성목사를 총회장으로 당선시켜 성결교회 이사회에서 이를 무효로 선언하자 동아일보 등에 이명직의 재정적 비리와 남용을 고발하고 싸움한 끝에 하나님의교회로 분립하는 한편 1936년 미 나사렛교회와도 연결시켰다. 그는 성결교회 유지재단 이사였으나 1937년 해임되었다. 
교회사학자 민경배 교수는 정남수 목사를 가리켜 한국 부흥운동사에 있어서 제3기를 주도한 인물이라고 하였다. 그는 성결교회 최고 이사와 서울신학대학교의 전신인 경성성서학원 교수로 임명되어 성결교단의 발전에 기여하였고 부흥전도집회로 미진한 부분을 보충하기 위해서 문서전도의 일환으로 월간지 “성화”를 발간하였으며 설교집을 2권 발행하기도 하였다.
1938년 반일 친미주의자로 지목되어 트럭과 천막 악기 등이 압수 당하고 종로경찰서에 검거되어 3개월간 옥고를 치른 후에 석방되었으나 심한 고문으로 한쪽 눈에 큰 상처를 입고 실명하였다. 그 후유증으로 일생을 고통으로 지냈다.

### 나사렛교회의 설립
제2차 세계대전이 끝나고 한국이 해방되자 그의 활동무대가 다시 열리게 되었으니 그는 미국으로 건너가 에즈베리신학교 동창들이 요인으로 많이 활동하고 있는 나사렛교회 지도자들을 만나 한국에 순수한 성결단체인 나사렛교회를 설립하기로 합의를 보고 귀국하였다.
그리고, 옛 성결교단 동지이자 성결교단 분열시 탈퇴한 목회자들이 가입되어있던 대한기독교 하나님의 교회 (약칭 하나님의 교회)의 지도자들과 함께 당시 서울 서대문구 영천동에 있던 경성 영천교회(담임: 승학수 목사) 그리고 김승일 전도사와 그 가족을 중심으로 하는 홍파동의 독립교회를 합쳐, 이러한 세 개의 성결그룹이 1948년 4월 사직동의 정남수 목사 사택에서 미국의 나사렛 교회에 가입하여 이 땅에 진정한 성결 복음을 전하자는데 의견 일치를 보고 대한기독교 성교회(聖敎會)의 창립을 선언하였고, 그 해 10월에 내한한 극동 담당 니스 감독에 의해 정식 나사렛교회로 공인을 받았다.
이 때의 조직의 임원들을 보면 이사장에 정남수 목사, 총무에 서재철 목사, 재무에 안형주 목사, 신학교 책임자에 곽재근 목사, 서기에 승학수 목사로서 승학수 목사를 제외하곤 전부 조선 성결교단 출신의 목회자들이다.
정남수 목사는 후에 6. 25사변이 발발하자 미국으로 건너가 한국교회 재건과 구호품 수집에 주력하였고 1952년에 귀국하여 교회 재건과 교역자들을 돕기 위해 혼신의 힘을 다하였다. 그는 국제본부에 신학교 설립을 위해 선교사 파송을 요청하는 한편 재단 설립을 서두르며 교단의 모양 갖추기에 주력하였다. 최초의 미국인 선교사 오은수 목사 (Dr. Donald Owens) 내외가 1954년 5월에 입국하자 그는 자기의 임무가 끝난 것으로 인식하고 그 해 8월 20일에 미국으로 건너가 은퇴를 선언하였다.

### 사망
1965년 7월 8일 정남수 목사가 심장질환으로 향년 71세로 사망했다. 유족으로는 부인과 3남 1녀를 남겼다.

## 같이 보기
- 대한기독교나사렛성결회
- 기독교대한성결교회
- 서울신학대학교
- 예수교대한성결교회
- 한국의 성결교회